# Alkoholiske drikkevarer
Alkoholiske drikke er drikkevarer, der indeholder ethanol. Det kan diskuteres, hvor stor en procentdel, der skal være ethanol, før man kan kalde det en alkoholisk drik, f.eks. vil de færreste betragte æblecider som sådan.
Alkoholiske drikkevarer med en alkoholprocent på over ca. 25% benævnes spirituosa (fra latin spirituosus, afledt af spiritus 'ånd')

## Eksempler på alkoholiske drikke
| Råvare                  | Gæringsprodukt             | Destilleret produkt |
| ----------------------- | -------------------------- | --- |
| byg                     | øl                         | skotsk whisky, gin |
| rug                     | rugøl                      | rugwhisky, vodka |
| majs                    | chicha                     | bourbon-whisky |
| hvede                   | hvedeøl                    | whisky, Korn (Tyskland), vodka |
| ris                     | sake, sonti, makkoli, tuak | shochu (Japan), soju (Korea), Huangjiu og Baijiu (Kina)                                                                                         |
| druer                   | vin                        | brandy, cognac/armagnac (Frankrig), Branntwein (Tyskland), ouzo (Grækenland/Mellemøsten), raki (Balkan/Tyrkiet/Mellemøsten), pisco (Peru/Chile) |
| æbler                   | cider,                     | calvados (Frankrig), obstler (Tyskland), trebern (Østrig), batzi (Schweiz), applejack (USA), Pommeau (Nordfrankrig)                             |
| pærer                   | perry, pærecider           | pærebrandy |
| kirsebær                | -                          | kirschwasser (Østrig/Tyskland/Schweiz) |
| kokosnødder             | -                          | arrack (Asien) |
| sukkerrør eller melasse | -                          | rom, cachaça, guaro, cane spirit (Sydafrika), arrack (Indonesien), basi (Filippinerne), pinga (Brasilien)                                       |
| agave                   | pulque                     | tequila, mezcal |
| blommer                 | blommevin                  | slivovitsj (Østrig/Østeuropa/Balkan), ţuică (Rumænien), palinca, rakia (Bulgarien), szilva (Ungarn)                                             |
| dadler                  | -                          | arak (Asien/Nordafrika) |
| vandmeloner             | -                          | kislav (Rusland) |
| ensian                  | -                          | Enzianschnaps (Tyskland/Østrig/Schweiz) |
| pomace (drueskal)       | -                          | grappa (Italien), trester (Tyskland), marc (Frankrig), tsipouro (Grækenland), komovica (Balkan), bagaceira (Portugal), zivania (Cypern)         |
| Honning                 | mjød                       | mjødbrandy/honningbrandy |
| kartofler               | -                          | vodka (Finland, Ukraine), snaps, akevitt dansk akvavit, brennivín (Island), poitín (Irland)                                                     |
| mælk                    | kumys                      | awein (Rusland), skhou (Kaukasus) |